# Commiphora cervifolia
Commiphora cervifolia là một loài thực vật có hoa trong họ Burseraceae. Loài này được Van der Walt mô tả khoa học đầu tiên năm 1971.